# Tina Reynolds
Tina Reynolds oder Tina (* in Greystones als Philomena Quinn) ist eine irische Schlagersängerin.

## Leben und Wirken
Ab 16 Jahren wurde Tina als Sängerin irischer Showbands aktiv. Sie sang bei The Mexicans und danach bei The Tophatters. Ab 1969 war sie Sängerin bei der irischen Popband The Real McCoy. Mit dieser hatte sie ihren ersten Hit: I Don't Know How to Love Him, ein Titel aus dem Musical Jesus Christ Superstar kam in den irischen Charts 1971 auf Platz 1. Auch zwei weitere Singles, Tell Me What’s The Matter (1972, Platz 15) und When Morning Has Come (1973, Platz 20), konnten sich platzieren.
Im Jahr 1974 gewann Reynolds den irischen Vorentscheid zum Eurovision Song Contest. Mit dem Schlager Cross your Heart erreichte sie den siebten Platz beim Eurovision Song Contest 1974 in Brighton und die Single ging direkt auf Platz 1 in Irland. Sie sang auch eine deutsche Version ein, mit dem Titel Hand auf´s Herz hatte sie einen Auftritt bei der ZDF-Hitparade.
Reynolds wechselte danach zur Showband The Nevada, bei der sie bis Ende der 1970er Jahre aktiv war.